# Легенда про Адапу
«Легенда про Адапу» — аккадський міф про першу людину, що був знайдений у фрагментарному вигляді у канцелярії єгипетського фараона Ехнатона та датується XIV століттям до нашої ери. Легенда стосується природи смерті і безсмертя.

## Адапа
Адапа - легендарний уродженець давнього шумерського міста Еріду, та, мабуть, сказання про нього належить до циклу легенд цього міста. Поема про Адапу дійшла, однак, в порівняно пізній передачі – через Вавилон. Основний запис цього твору знайдений в Єгипті, де писарі вивчали аккадську - міжнародну мову того часу, і належить до XIV століття до н.е.

## Сюжет
Через фрагментарність пам’ятки сюжет сказання здається навмисно ускладненим і не завжди послідовним.
У місті Ереду живе премудрий Адапа, син бога Еа. Адапа – «мудрець і хлібопекар Ереду», до того ж він ще й рибалка і постачає рибою свого батька Еа. Одного разу, під час рибної ловлі, налітає Південний вітер. Улов Адапи постраждав. У люті Адапа ламає Південному вітру крила, і сім днів той не може літати над землею. Владика небес Ану розгніваний і вимагає покарання винуватця. Батько Адапи, Еа, бажаючи врятувати сина, вчить його, як поводитися при зустрічі з Ану:
|  | Тобі запропонують їжу смерті - не їж. Тобі запропонують воду смерті - не пий. Дадуть тобі чистий одяг - вдягни його. |

Крім того, Еа радить Адапі перед тим як постати перед Ану, вдягтися в траур, щоб задобрити варту небес, Думузі і Гішзіду, а на питання, чому він в жалобі, відповідати: «У країні нашій пропало два боги – Думузі і Гішзіда, і через них я і ношу траур».
Адапа виконує поради свого батька. Думузі і Гішзіда, розчулені відповіддю Адапу, задобрюють Ану, і той змінює рішення. Ану збирається подарувати Адапі вічне життя і пропонує йому їжу життя і воду життя. Однак Адапа, сприймаючи їх за їжу смерті, відмовляється, слідуючи пораді батька.
Здивований Ану запитує Адапу, за чиєю намовою він діє. Почувши відповідь: «Так наказав мені батько мій, Еа», - Ану гнівно розпоряджається: «Схопіть його і жбурніть на землю».
Так мудрець Адапа втрачає можливість вічного життя.

## Первісна версія
У цьому творі бачимо широко поширений у світовому фольклорі мотив: втрата людиною безсмертя в результаті її ж помилки. Можливо навіть, що це найбільш древній із записаних варіантів цього мотиву. Однак не тільки цим цікавий переказ. Він, ймовірно, є трансформованою версією ще більш давньої легенди, і характер цієї трансформації вельми знаменний для вавилонської літератури.
Нелогічність оповіді і її композиції відразу кидаються в очі, і саме ця обставина часто дивує дослідників. Так, Адапа, вирушаючи на небо до Ану, зустрічає там Думузі і Гішзіду, які названі в тексті «стражами небес». Але Думузі і Гішзіда в шумерській міфології — боги підземного царства (правда, Думузі, за шумерськими версіями, проводить там лише півроку), і через них носять траур, бо вони мешканці «Країни без повернення». Також не цілком зрозумілі мотиви поведінки Ану, який двічі змінює своє рішення про долю Адапи.
Нам здається, що пояснити суперечливість сюжету можна лише в тому випадку, якщо припустити, що в оригіналі оповіді Адапа насправді вмирав або принаймні повинен був померти. Справді, як інакше можна зрозуміти поведінку Адапи на суді у бога? Він не їсть, не п’є, одягається в чистий одяг і маститься єлеєм. Виконує приписаний передсмертний ритуал (пор. поведінку Енкіду в шумерському сказанні про Гільгамеша «Енкіду і підземний світ»). Саме смертю Адапи викликана  дивна поява богів підземного царства Думузі (Таммуза) і Гішзіди.
Роль Ану в первинному варіанті оповіді могла полягати в тому, що, умилостивлений Адапою, він скасовував смертний вирок. Якщо це так, то редактор вавилонського тексту не тільки змінює композицію оповіді, а й змушує Ану знову позбавити героя безсмертя — мотив надзвичайно популярний саме у вавилонської літературі.

## Шумерська версія
Існують фрагменти шумерської версії легенди.